# Okręg wyborczy Dulwich
Okręg wyborczy Dulwich powstał w 1885 r. i wysyłał do brytyjskiej Izby Gmin jednego deputowanego. Obejmował dzielnicę Dulwich w południowym Londynie. Okręg został zniesiony w 1997 r.

## Deputowani do brytyjskiej Izby Gmin z okręgu Dulwich
- 1885–1887: John Morgan Howard, Partia Konserwatywna
- 1887–1903: John Blundell Maple, Partia Konserwatywna
- 1903–1906: Frederick Rutherfoord Harris, Partia Konserwatywna
- 1906–1910: Andrew Bonar Law, Partia Konserwatywna
- 1910–1932: Frederick Hall, Partia Konserwatywna
- 1932–1945: Bracewell Smith, Partia Konserwatywna
- 1945–1951: Wilfrid Vernon, Partia Pracy
- 1951–1964: Robert Jenkins, Partia Konserwatywna
- 1964–1983: Samuel Silkin, Partia Pracy
- 1983–1992: Gerald Bowden, Partia Konserwatywna
- 1992–1997: Tessa Jowell, Partia Pracy